# In iure cessio
La in iure cessio (en latín: asignación judicial), en el Derecho romano, era una de las tres formas de transmisión de propiedades y esclavos. Junto a ella se encontraban la mancipatio ritual, que tenía por objeto la transferencia de cosas valiosas (esclavos, animales de tiro, servidumbres de campo o ciertas propiedades, las llamadas res mancipi) y la traditio ex iusta causa, que se hacía reconocible por la mera transmisión y que se basaba en una obligación de transmisión (causa). Esta última se utilizaba para artículos de menor valor (res nec mancipi).
La in iure cessio derivaba del in iure, la primera etapa de los procedimientos ante el magistrado de justicia en el antiguo proceso romano de la temprana y alta era imperial. Los esclavos también eran tratados como cosas. La transferencia de la propiedad de un esclavo se realizaba cuando el adquiriente se apoderaba del esclavo y recitaba una fórmula (la vindicatio) con la cual el transmitente abría la disputa sobre la propiedad, la legis actio sacramento in rem:

"Hunc ego hominem ex iure Quiritium meum esse aio..."
"Afirmo que este hombre, bajo la ley de los Quirites..."
Instituciones de Gayo 2, 24.

Este tipo de fórmula ya estaba muy extendida en los primeros años de la república y fue una de las acciones legislativas más importantes de la época.
Dado que se trataba de un litigio ficticio como ritual de transferencia, el adquiriente hizo valer la fórmula en la segunda etapa posterior del litigio (apud iudicem) por repetición, de modo que se pudiera completar la transmisión legal. Según lo acordado, el vendedor omitía la reconvención y por lo tanto dejaba su reclamación legal al comprador.